# Индастриал-метал
Инда́стриал-ме́тал (от индастриал- и -метал) — смежный музыкальный жанр, образовавшийся в конце 80-х в США и Западной Европе на стыке взаимного влияния различных течений пост-индастриала (конкретно — жанров индастриал-дэнса, электро-индастриала и пауэр-электроникса), с одной стороны хэви- и трэш-метала, а с другой хардкор-панка; наиболее значительными исполнителями, оказавшими влияние на становление жанра, считаются группы Ministry, Godflesh и KMFDM.
К специфическим чертам этого направления относится использование «металлических» риффов, «индустриальных» синтезатора и секвенсора, сильно искажённого звука гитар и вокала с эффектом перегруза (впрочем, в отдельных случаях встречается чистое звучание).
Всплеск популярности жанра, пришедшийся на 1990-е годы, привёл к некоторой критике от других музыкантов пост-индастриал-сцены. Позднее он распространился в Европе, породив различные национальные сцены. Музыкантам индастриал-метала свойственна тяга к эпатажу, выражаемая в постановке скандальных видеоклипов и вызывающих сценических шоу. Так, Rammstein часто заигрывают с экстремальной сексуальностью, Мэрилин Мэнсон использовал имидж сатаниста, Роб Зомби посвятил своё творчество тематике ужасов и смерти.

## История

### Становление
Хотя электрогитары использовались группами постиндастриал-сцены ещё с самого становления последней, наиболее архетипичные команды «классического» индастриала, как Throbbing Gristle, показывали в своём творчестве резко антиро́ковую позицию. Первые эксперименты, касавшиеся смешения жанров, проводили постпанк-группы Killing Joke и Big Black, оказавшие позднее сильное влияние на основные индастриал-метал-группы.
В конце 1980-х годов появляется тенденция к инкорпорации гитарного звучания среди «индастриальных» групп и «электронных» элементов в звучании «металлических» групп. Первые значительные альбомы жанра — дебютный одноимённый мини-альбом Godflesh и альбом Ministry The Land of Rape and Honey. Godflesh, созданная бывшим гитаристом Napalm Death Джастином Бродриком, испытала широкий круг влияния, включавший таких исполнителей, как Whitehouse, Swans, Брайана Ино и Black Sabbath, что в общей сумме образовало звучание, описанное как «The Cure времён Pornography, подсевшие на кваалюд». Несмотря на не особую успешность альбома, Godflesh стали значительными деятелями в своём жанре, будучи признаны различными метал-музыкантами, такими как Metallica, Korn, Danzig и многими другими.
Ministry, начавшая в жанрах новой волны, к концу 1980-х сменила вектор развития в сторону «индустриального» звучания. Первые открытия команды в ро́ковом звучании произошли во время записи альбома The Land of Rape and Honey в лондонской студии Southern Studio. Фронтмен группы Эл Йоргенсен говорил об этом следующее:

Впечатление, которое я получил на той записи, открыв для себя заново гитару, было таким же, какое было, когда я получил свой Fairlight. Возможностей было бесконечно больше, нежели было раньше. Это реально весело. Я начинал как гитарист, но потом не брал гитару пять лет. Потом, когда я услышал первый фидбэк из «маршалловского» стека, мне показалось, что какой-то новый параметр был в гитаре — особенно в комбинации с тем, что можно получить от синтезатора.Оригинальный текст (англ.)Rediscovering the guitar on this record was almost like the first day I got my Fairlight. The possibilities just seemed endless on something that had seemed so limiting before. That's really funny. I started out as a guitarist, but I hadn't really touched a guitar in five years. Then I heard that first feedback come out of the Marshall stack and all of a sudden it was like there was a whole new parameter within guitar playing itself – especially in combination with sounds that you get out of a keyboard.
Йоргенсен проявлял явный интерес к трэш-металу. После выпуска The Land of Rape and Honey он взял в свою группу Майка Скаччу из техасской команды Rigor Mortis. Также Йоргенсен в интервью заявлял, что Sepultura — его любимая группа, и изъявлял желание продюсировать альбом с Metallica. Однако Йоргенсен не утратил полностью интереса к танцевальной «электронике», создав с Ричардом-23 из Front 242 сторонний проект Revolting Cocks, более ориентированный на EBM.
Немецкая группа KMFDM также относилась к «переходным» индастриал-метал-группам. Лидер группы Саша Конецко, не бывший фанатом метала, тем не менее «безумно увлёкся вырезанием металических ликов», экспериментируя с семплером E-Mu Emax в конце 1986 года. В интервью журналу Guitar World он говорит:

…Было просто интересно попользоваться им как своего рода подкреплением уайт-нойза в нашей музыке. Внезапно хэви-метал освободился от всех этих изменений темпа и скучных положений, которые всегда были. То, что я всегда больше всего ненавидел в хэви-метале — это когда хорошие риффы использовались лишь однажды и более нигде не повторялись. Поэтому главным для нас было взять лучший рифф, сделать из него луп и проигрывать его снова и снова.Оригинальный текст (англ.)It was just interesting to use it as a kind of white noise reinforcement for our music. All of a sudden heavy metal was free from all those tempo changes and boring attitudes it always had. What I always hated most about heavy metal was that the best riffs came only once and were never repeated. So the fascination, actually, was to sample a great riff, loop it, and play it over and over again.

Швейцарское трио The Young Gods прибегло к «металическому» звучанию на своём втором альбоме L’Eau Rogue, вышедшем в 1989 году. Незадолго до релиза вокалист группы Франц Трайхлер заявил:

Мы просто хотели послушать гитары. Нам не хватило одной «Envoyé». Всё, что мы хотим услышать теперь — чистая сила. Звучание метала, которое не возрождает байкерский стиль, не являющееся спид-металом и вообще любым другим стилем — просто ХЛАМ!Оригинальный текст (англ.)We just wanted to hear guitars. We missed the attack of 'Envoyé'. That's what we want to hear right now, pure power. A metal sound that isn't revivalist, isn't biker style, speed metal style, any style, just WHAP!
Супергруппа Pigface, созданная экс-барабанщиком PiL Мартином Аткинсом, играла музыку в «индустриальном» стиле, взаимодействуя со многими фигурами нойз-рок- и постиндастриал-сцен. Окончательно в мейнстрим жанр прорвался с успехом Трента Резнора и его проекта Nine Inch Nails после выхода альбомов Broken и The Downward Spiral, подкреплённым выступлением на фестивале в Вудстоке в 1994 году. В это же время развиваются субкультура риветхедов и поджанр колдвейв, охваченный группами Chemlab, 16 Volt и Acumen Nation. Также некоторые электро-индастриал-группы адаптировали черты индастриал-метала в своей музыке, включая Skinny Puppy (альбом Rabies, сопродюсированный Йоргенсеном) и Front Line Assembly.
Британская группа Pitchshifter, созданная в 1989 году братьями Клэйденами, также начинала в жанре индастриал-метала; позднее её музыканты прибегали к элементам драм-н-бейса. Фронтмен группы Джон Клэйден говорит об этом следующее:

Первое время мы вдохновлялись группами вроде Head of David и The Swans, а потом переместились из панка в странный, злобный, полный нойз, этакий пре-индастриал. Всё это называли индастриалом, но я не знаю, так ли это.Оригинальный текст (англ.)[...]In the early days we were inspired by bands like Head of David and The Swans and the like... coming out of punk into the weird, angry, total noise, kind of pre-industrial music. It gets called industrial but I don't know if it really is.
Он также говорит, что не любит приставку «индастриал» по отношению к творчеству своей группы.

Не знаю… Для меня это просто цифровой рок, или, точнее, цифровой панк. Тексты и этика «панковские», басы — чисто панковские. Тем не менее это всё ещё будут относить к категориям индастриала и метала, хотя я не считаю так, потому что индастриал — не драм-н-бейс с гитарными линиями панка. Я не думаю, что это именно индустриальная музыка. Einstürzende Neubauten и Nine Inch Nails в гораздо большей степени индастриал, чем то, что мы играем, но я полагаю, что люди привыкли называть это, как привыкли, и не подумывают о «новом жанре».Оригинальный текст (англ.)I dunno... it's just digital rock. It's just digital punk to me. The lyrics and the ethics are punk, all the bass lines are totally punk. But still, it will continually get put into industrial and metal categories, although I don't think it is either because my perception of industrial is not drum 'n bass breaks with punk guitar lines. I don't think that is what industrial music is. Einstürzende Neubauten, stuff like Nine Inch Nails is more industrial than what we do, but I guess people don't want to start a new genre, they want to slide you into something.

### Индастриал-трэш- и дэт-метал
Возрастающая популярность жанра привела некоторые успешные метал-команды, включая Megadeth, Sepultura и Anthrax, к мысли о запросе ремиксов на их песни от «индустриальных» музыкантов. Некоторые музыканты, выходящие из дэт-метал-сцены, такие как Fear Factory, Nailbomb и Meathook Seed, также начали экспериментировать с индастриалом. Fear Factory, родом из Лос-Анджелеса, были первоначально под влиянием групп лейбла Earache Records (Godflesh, Napalm Death и Bolt Thrower). Nailbomb, совместный проект Макса Кавалеры и Алекса Ньюпорта, также практиковал комбинацию элементов «индустриального» звучания с экстремальным металом. Менее известным образцом индастриал-дэт-метала была группа Meathook Seed, собранная из участников Napalm Death и флоридской дэт-метал-группы Obituary. Гитарист последней Тревор Перес, бывший фанатом индастриала, предложил использовать драм-машины для записи альбома The End Complete, на что другие участники группы ответили отказом, после чего Перес решил перейти в Meathook Seed.

### Индастриал-блэк-метал
В первые годы XXI века группы блэк-метал-сцены начали включать элементы индустриальной музыки. Mysticum, основанная в 1991 году, была первой из этих групп. DHG (Dødheimsgard), Thorns из Норвегии и Blut Aus Nord, французская блэк-метал группа, были признаны за их включения элементов индастриала. Кроме того, The Kovenant, Mortiis и Ulver вышли из норвежской блэк-металлической сцены, но позже решили поэкспериментировать с индастриалом.

### Коммерческий рост
Индастриал-метал расцвёл в начале 1990-х, особенно в Северной Америке, где в конечном итоге было продано до 35 миллионов экземпляров пластинок этого жанра. Он впервые получил коммерческую силу в 1992 году, когда Broken Nine Inch Nails и Psalm 69 Ministry стали платиновыми в Штатах, причём последнему потребовалось три года, чтобы достичь этого статуса. В 1993 году обе группы были номинированы в числе прочих на премию «Грэмми» за 1992 год в категории «Лучшее метал-исполнение», в которой премию получила Nine Inch Nails; на следующий год NIN выпускает The Downward Spiral, дебютировавшую на 2-й строчке хит-парада Billboard 200 и в итоге четырежды получившую платиновую сертификацию; по мнению Allmusic, The Downward Spiral является «одним из самых суровых мультиплатиновых альбомов, изданных когда-либо». Вслед за успехом Nine Inch Nails на видное место пришёл протеже Резнора Мэрилин Мэнсон со своей группой, концертные выступления которой и сопутствующее вызывающее поведение на них комментировались чаще, чем их музыка.
Исполнители индастриал-метала достигли зенита коммерческого успеха к концу 1990-х годов, когда, согласно данным RIAA, продажи наиболее успешных исполнителей составляли до 17,5 миллиона единиц. Записи индастриал-метал-групп привычным для своего времени образом дебютировали на первых строчках чарта Billboard 200: Obsolete Fear Factory (№ 1 в чарте), Hellbilly Deluxe Роба Зомби (№ 5), Antichrist Superstar от Marilyn Manson (№ 3) и The Fragile от Nine Inch Nails (№ 1). В числе альбомов, попавших тогда в чарт Top Heatseekers, были: Short Bus Filter (№ 3 в чарте),, Wither Blister Burn & Peel Stabbing Westward (№ 1), Sehnsucht Rammstein (№ 2), Сandyass от Orgy (№ 1) и Wisconsin Death Trip Static-X (№ 1). В 1997 году Трент Резнор, ставший одной из самых влиятельных фигур в жанре, был включён в число наиболее влиятельных американцев за 1997 год по версии журнала Time. Популярность жанра была в это время такова, что даже устоявшиеся глэм-метал-группы, такие как Guns N' Roses и Mötley Crüe, стали использовать элементы индастриал-метала в своём звучании. Фигуры хип-хоп-сцены также начали искать возможность сотрудничества с индастриал-метал-музыкантами для постановки ремиксов на свои композиции.
«В целом, популярная тяжёлая рок-музыка сместилась в сторону большей „индустриальности“, что лишило движение индустриального хардкора всяких надежд на установление новой собственной идентичности. Стиль мёртв (или, как минимум, умирает); элементы же стиля продолжают свою жизнь в новых условиях».
В то же время внезапная популярность индастриал-метала была встречена негативными реакциями от ранних новаторов индастриала. Питер Кристоферсон в беседе (вместе с коллегой по Coil Джоном Бэлансом) с журналистом The Wire Дэвидом Кинаном сказал, что больше не чувствовал родства с индастриал-сценой: «Это не я, это не то, о чём я (говорил)». Влиятельный дарк-эмбиент-музыкант Lustmord заявил, что «Ministry просто не интересуют [его] и [у него] нет времени на рок-н-ролльную фигню, которой они [Ministry] занимаются». Фронтмен Skinny Puppy Нивек Огр отозвался о музыке Nine Inch Nails как о «кок-роке», но позднее изменил своё мнение и даже сыграл с Резнором на одной сцене.
Индастриал-метал пережил критический спад популярности на рубеже тысячелетий. В ревью для выпуска Chicago Sun Times за апрель 2000 года журналист Джим Дерогатис высказался о Nine Inch Nails как об «обобщённом символе индастриал-трэша» ("generic brand of industrial thrash") и обвинил Ministry в повторении того, что «устарело к 1992 году» (англ. was old by 1992). Хотя The Fragile от NIN занял верхнюю строчку чарта Billboard 200 и стал дважды платиновым, Дерогатис всё равно отзывается о нём как о «браке». Примерно в это же время ветераны жанра (Ministry, Godflesh и White Zombie) начали расторгать контракты с мейджорами в пользу создания собственных лейблов. Продажи оставались высокими на протяжении 2000—2005 годов; как минимум 10 миллионов экземпляров записей было продано в этот период. Многие группы стали использовать в своём звучании элементы из хип-хопа и иных жанров электронной музыки. Как следствие, некоторых музыкантов, например Powerman 5000, часто могут относить к категориям как индастриал-метала, так и ню-метала.

## Постановка видеоклипов
Многие известные исполнители индастриал-метала сопровождали свои релизы вызывающей визуальной частью, в том числе и соответствующими видеоклипами. В их число входят работы Андреса Серрано для Godflesh, иллюстрации Айдана Хьюза для KMFDM, работа Nine Inch Nails с Марком Романеком (клипы на «Closer» и «The Perfect Drug»), работы Роба Зомби для White Zombie (за которые в 1995 году он со своей группой получил премию MTV Video Music Awards в номинации «Лучшее хард-рок-видео») и сотрудничество Мэрилина Мэнсона с Ричардом Керном и Флорией Сигизмонди. Позднее NIN сотрудничали с Биллом Виолой для концертных выступлений, а сам Трент Резнор продюсировал саундтрек для фильмов «Прирождённые убийцы» и «Шоссе в никуда» и служил музыкальным консультантом для фильма «Гнев». Роб Зомби за период своей сольной карьеры срежиссировал и выпустил три фильма; Мэрилин Мэнсон планировал поставить фильм «Фантасмагория» на основе биографии Льюиса Кэролла. Во многих других лентах можно встретить песни индастриал-метал-музыкантов («Ворон» (1994), «Джонни-мнемоник» (1995), «Спаун» (1997), «Матрица» (1999), «Искусственный разум» (2001) и другие).

## Критика
Акцент на провокационные темы, сделанный индастриал-метал-музыкантами в своём творчестве, вместе с популярностью принёс им критику со стороны консервативно настроенной части общественности в западных странах, что особенно было заметно в Штатах. Например, сенатор Роберт Доул (тогдашний глава фракции республиканцев в Сенате) подверг резкой критике Time Warner после встречи главы лейбла Warner Music Group Майкла Фьюкса с Уильямом Беннеттом и Синтией Такер, на которой двое последних потребовали от Фьюкса зачитать текст песни NIN «Big Man with a Gun» с альбома The Downward Spiral. Годом позднее Беннет и Такер совместно с Джозефом Либерманом запустили схожую кампанию против лейбла MCA Records за издание последним альбомов Marilyn Manson, после чего многие концерты группы были отменены по решению властей. В дополнение, поэт и новеллист Деннис Купер цитировал видеоклип на песню Ministry «Just One Fix», включавший материалы с участием Уильяма С. Берроуза, как ранний образец героинового шика. Известно, что первое время после расстрела в школе «Колумбайн» заявлялось, что совершившие стрельбу Эрик Харрис и Дилан Клиболд были поклонниками Marilyn Manson (в действительности они предпочитали KMFDM и Rammstein). Сам же Мэнсон, — бывший музыкальный журналист, — после инцидента опубликовал в журнале Rolling Stone колонку под названием «Колумбайн: Кто виноват?» (англ. Columbine: Whose Fault Is It?), ставшую ответом на заявления касаемо его (Мэнсона) причастности к расстрелу. В ней говорилось следующее:

Я думаю, что [Национальная] стрелковая ассоциация чересчур могущественна, чтобы выступать против неё, и поэтому многие выбирают Doom, «Дневники баскетболиста» или вашего покорного слугу. Такого рода скандалы не помогают мне продавать альбомы или билеты, да я бы и не хотел, чтобы было иначе. Я скандальный артист, так как осмеливаюсь иметь своё мнение и стараюсь создавать музыку и клипы, бросающие вызов людским представлениям в этом размазанном и опустошённом мире. В своем творчестве я анализирую ту Америку, в которой мы живём, и я всегда пытался показать людям, что дьявол, которого мы виним в своих зверствах, на самой деле просто один из нас.Оригинальный текст (англ.)[...]I think that the National Rifle Association is far too powerful to take on, so most people choose Doom, The Basketball Diaries or yours truly. This kind of controversy does not help me sell records or tickets, and I wouldn't want it to. I'm a controversial artist, one who dares to have an opinion and bothers to create music and videos that challenge people's ideas in a world that is watered-down and hollow. In my work I examine the America we live in, and I've always tried to show people that the devil we blame our atrocities on is really just each one of us. [...]
Саша Конецко заявил, что он и его коллеги были «глубоко потрясены» произошедшим, выпустив на следующий день после известия о расстреле заявление от имени своей группы, гласящее:

В первую очередь, мы (KMFDM) хотели бы выразить сочувствие родным и близким пострадавших в Литтлтоне. Мы, как и многие в стране, глубоко потрясены тем, что там произошло вчера.
KMFDM являются не политической партией, но формой искусства. С самого начала наша музыка была протестом против войны, угнетения, фашизма и насилия по отношению к другим. Хотя некоторые (в том числе бывшие) участники группы являются немцами, как было замечено в СМИ, никто из нас не принимает убеждений нацистской идеологии.
Оригинальный текст (англ.)First and foremost, KMFDM would like to express their deep and heartfelt sympathy for the parents, families and friends of the murdered and injured children in Littleton. We are sick and appalled, as is the rest of the nation, by what took place in Colorado yesterday.
KMFDM are an art form – not a political party. From the beginning, our music has been a statement against war, oppression, fascism and violence against others. While some of the former band members are German as reported in the media, none of us condone any Nazi beliefs whatsoever.
В Rammstein, неоднократно подвергавшейся критике за использование провокационных образов, в том числе отсылающих к символике национал-социализма и нацистской Германии (примером этому может служить видеоклип на кавер-версию «Stripped», смонтированный на основе документального фильма «Олимпия» Лени Рифеншталь), было заявлено, что у них нет «текстовой составляющей или политических убеждений, которые могли бы быть причиной для подобного поведения»(англ. have no lyrical content or political beliefs that could have possibly influenced such behavior). Немецкий исполнитель Алек Эмпайр в интервью MTV заявил следующее:

Rammstein успешны, несмотря ни на что. Хотя вряд ли они совсем уж «фашистская» группа, но я считаю, что в Германии есть много непонимания по этому поводу, и поэтому то, что они (Rammstein) продают свои записи, может быть опасно.Оригинальный текст (англ.)[Rammstein is] successful for all the wrong reasons. I think they're not a fascist band at all, but I think in Germany there's a lot of misunderstanding and that's why they sell records and I think that's dangerous.
 В свою очередь, Rammstein через лейбл London Records выпустили пресс-релиз, в котором заявили, что они «не являются нацистами, неонацистами или какими-либо ещё нацистами» (англ. We are not Nazis, Neo-Nazis, or any other kind of Nazi.), но выступают «против расизма, фанатизма и какой бы то ни было дискриминации» (англ. against racism, bigotry or any other type of discrimination).

## Наиболее значимые релизы
Список ключевых релизов в истории жанра представлен порталом Metal Descent
| Список релизов  | Список релизов                                                                                    | Список релизов | Список релизов       | Список релизов                   |
| --------------- | ------------------------------------------------------------------------------------------------- | -------------- | -------------------- | -------------------------------- |
| Исполнитель     | Название                                                                                          | Год выпуска    | Лейбл                | Рейтинг AllMusic                 |
| Ministry        | Psalm 69: The Way to Succeed and the Way to Suck Eggs                                             | 1992           | Sire Records         | Альбом (англ.) на сайте AllMusic |
| Godflesh        | Streetcleaner                                                                                     | 1989           | Earache Records      | Альбом (англ.) на сайте AllMusic |
| KMFDM           | Angst                                                                                             | 1993           | Wax Trax! Records    | Альбом (англ.) на сайте AllMusic |
| KMFDM           | Nihil                                                                                             | 1995           | Wax Trax! Records    | Альбом (англ.) на сайте AllMusic |
| White Zombie    | Astro-Creep: 2000 – Songs of Love, Destruction and Other Synthetic Delusions of the Electric Head | 1995           | Geffen Records       | Альбом (англ.) на сайте AllMusic |
| Marilyn Manson  | Antichrist Superstar                                                                              | 1996           | Nothing Records      | Альбом (англ.) на сайте AllMusic |
| Nine Inch Nails | Broken                                                                                            | 1992           | Nothing Records      | Альбом (англ.) на сайте AllMusic |
| Nine Inch Nails | The Downward Spiral                                                                               | 1994           | Nothing Records      | Альбом (англ.) на сайте AllMusic |
| Static-X        | Machine                                                                                           | 2001           | Warner Bros. Records | Альбом (англ.) на сайте AllMusic |
| Revolting Cocks | Beers, Steers, and Queers                                                                         | 1990           | Wax Trax! Records    | Альбом (англ.) на сайте AllMusic |
| Nailbomb        | Point Blank                                                                                       | 1994           | Roadrunner Records   | Альбом (англ.) на сайте AllMusic |
| Fear Factory    | Demanufacture                                                                                     | 1995           | Roadrunner Records   | Альбом (англ.) на сайте AllMusic |
| Pitchshifter    | www.pitchshifter.com                                                                              | 1998           | Geffen Records       | Альбом (англ.) на сайте AllMusic |
| Blut Aus Nord   | The Work Which Transforms God                                                                     | 2003           | Please Me Records    | Альбом (англ.) на сайте AllMusic |